# 브랜던 맥도널드
브랜던 맥도널드(영어: Brandon McDonald, 1986년 1월 16일 ~ )는 미국 출생 괌의 축구 선수로 현재 베트남 1부 리그의 하노이 FC에서 수비수로 활동 중이며 그의 아버지 집안의 혈통을 따라서 괌 축구 국가대표팀에 선발되었다.

## 선수 경력

### 클럽
2004년부터 2007년까지 NCAA 디비전 1의 샌프란시스코 돈스에서 50경기를 소화했고 2006년부터 2007년까지 USL 리그 2의 샌프란시스코 실즈와 새너제이 프록스에서 15경기를 뛰었다.
이후 MLS의 로스앤젤레스 갤럭시, 새너제이 어스퀘이크스, DC 유나이티드, 레알 솔트레이크, 스웨덴 수페레탄의 융실레 SK, 태국 리그의 차이낫 혼빌 FC, 자국 리그의 로버스 FC, 말레이시아 프리미어리그의 피낭 FA에서 160경기를 소화했으며 특히 DC 유나이티드 소속으로 2011년부터 2013년까지 63경기에 출전하면서 본인 선수 커리어 가운데 최다 출장수를 기록했으며 2019년 베트남 1부 리그 명문 구단인 하노이 FC로 이적했다.

### 국가대표팀
2009년 10월 22일 미국 대표팀에 처음으로 콜업이 되었다가 2014년 7월 아버지 집안의 혈통을 따라 괌 대표팀에 전격 발탁되어 괌 대표팀 소속으로 국제 A매치에 데뷔했으며 이듬해인 2015년 6월 15일 인도와의 2018년 FIFA 월드컵 아시아 지역 2차 예선 D조 2차전에서 A매치 데뷔골을 터뜨리며 팀의 2-1 승리에 기여했다.

## 사생활
그의 여동생인 제시카 맥도널드는 현재 미국 여자 축구 국가대표팀과 노스캐롤라이나 커리지에서 활동하고 있는 여자 축구 선수로 2007년 팬아메리칸 게임 은메달, 2019년 FIFA 여자 월드컵 우승의 주역이기도 하다.